# Боденик
Боденик је насељено мјесто у општини Билећа, у Републици Српској, Босна и Херцеговина. Према попису становништва из 1991. у насељу је живјело 31 становника. На попису становништва 2013. године, према подацима Агенције за статистику Босне и Херцеговине није било становника.

## Становништво
| Националност       | 1991. | 1981. | 1971. | 1961. |
| Срби               | 31    | 38    | 55    | 61    |
| Југословени        |       |       |       | 1     |
| остали и непознато |       |       |       |       |
| Укупно             | 31    | 38    | 55    | 62    |

| Демографија | Демографија | Демографија |
| Година      | Становника  | Становника  |
| ----------- | ----------- | ----------- |
| 1948.       | 54          |             |
| 1953.       | 60          |             |
| 1961.       | 62          |             |
| 1971.       | 55          |             |
| 1981.       | 38          |             |
| 1991.       | 31          |             |